# 1848 w literaturze
Wydarzenia literackie w 1848 roku.

## Wydarzenia
- Karol Marks i Fryderyk Engels publikują Manifest partii komunistycznej (niem. Manifest der Kommunistichen Partei).

## Nowe książki
- polskie
  - Adam Mickiewicz – Skład zasad
- zagraniczne
  - William Edmonstone Aytoun – Lays of the Scottish Cavaliers
  - Anne Brontë – Lokatorka Wildfell Hall (The Tenant of Wildfell Hall)
  - Aleksander Dumas (ojciec) – Wicehrabia de Bragelonne (Le vicomte de Bragellone)
  - Aleksander Dumas (syn) – Dama kameliowa (La Dame aux camélias)
  - William Makepeace Thackeray
    - Dzieje Pendennisa (Pendennis)
    - Targowisko próżności (Vanity Fair)
- Wydania polskie tytułów zagranicznych

## Urodzili się
- 18 stycznia – Ioan Slavici, rumuński pisarz (zm. 1925)
- 4 lutego – Jean Aicard, francuski poeta, pisarz i dramaturg (zm. 1921)
- 5 lutego – Joris-Karl Huysmans, francuski pisarz (zm. 1907)
- 16 lutego – Octave Mirbeau, francuski pisarz i dramaturg (zm. 1917)
- 17 lutego – Louisa Lawson, australijska poetka (zm. 1920)
- 3 kwietnia – Georges Ohnet, powieściopisarz i dramaturg francuski (zm. 1918)
- 4 kwietnia – Alice Williams Brotherton, amerykańska poetka (zm. 1930)
- 20 kwietnia – Kurd Lasswitz, niemiecki pisarz, prekursor niemieckiej fantastyki naukowej (zm. 1910)
- 27 kwietnia – Huang Zunxian, chiński poeta (zm. 1905)
- 8 czerwca – Elizabeth Porter Gould, amerykańska poetka, eseistka, biografistka i edytorka (zm. 1906)
- 16 lipca – Eben E. Rexford, amerykański prozaik i poeta (zm. 1916)
- 27 lipca – Hans Hoffmann, niemiecki pisarz (zm. 1909)
- 12 sierpnia – Marcellus Emants, holenderski pisarz (zm. 1923)
- 7 września – Wilhelmine Heimburg, niemiecka pisarka (zm. 1912)
- 5 października – Guido von List, austriacki pisarz (zm. 1919)
- 17 października – Wiktor Gomulicki, polski poeta i pisarz (zm. 1919)
- 12 grudnia – Frederick Wadsworth Loring, amerykański prozaik i poeta (zm. 1871)

## Zmarli
- 24 maja – Annette von Droste-Hülshoff, niemiecka pisarka (ur. 1797)
- 7 czerwca – Wissarion Bielinski, rosyjski pisarz i krytyk literacki (ur. 1811)
- 4 lipca – François-René de Chateaubriand, francuski pisarz (ur. 1768)
- 9 sierpnia – Frederick Marryat, pisarz angielski (ur. 1792)
- 19 grudnia – Emily Brontë, angielska pisarka (ur. 1818)